# Depalpur
Depalpur è una suddivisione dell'India, classificata come nagar panchayat, di 15.200 abitanti, situata nel distretto di Indore, nello stato federato del Madhya Pradesh. In base al numero di abitanti la città rientra nella classe IV (da 10.000 a 19.999 persone).

## Geografia fisica
La città è situata a 22° 51' 0 N e 75° 32' 60 E e ha un'altitudine di 532 m s.l.m..

## Società

### Evoluzione demografica
Al censimento del 2001 la popolazione di Depalpur assommava a 15.200 persone, delle quali 7.787 maschi e 7.413 femmine. I bambini di età inferiore o uguale ai sei anni assommavano a 2.471, dei quali 1.283 maschi e 1.188 femmine. Infine, coloro che erano in grado di saper almeno leggere e scrivere erano 8.704, dei quali 5.348 maschi e 3.356 femmine.